# Purpurata iopasalis
Purpurata iopasalis is een vlinder uit de familie van de Grasmotten (Crambidae), uit de onderfamilie van de Spilomelinae. De wetenschappelijke naam van de soort is voor het eerst als Botys iopasalis gepubliceerd in 1859 door Francis Walker.
De soort komt voor in India (Sikkim, Assam, Tamil Nadu, de Andamanen), Sri Lanka, Myanmar, China (Hainan), Taiwan, de Filipijnen, Maleisië (Sarawak), Thailand en Indonesië (Sumatra).